# Oğuz Sabankay
Oğuz Sabankay  (Akhisar, 7 augustus 1987) is een Turkse voetballer die bij voorkeur als middenvelder speelt. Hij verruilde in augustus 2014 Eyüpspor voor Tarsus IY.
Sabankay begon met voetballen bij Akhisar Belediye Gençlik ve Spor, dat hij in de zomer van 2004 verruilde voor de jeugd van Galatasaray. Zijn eerste twee seizoenen bij deze club werd hij in het jeugdteam opgesteld, enkele vriendschappelijke partijen buiten beschouwing gelaten. Hij maakte op 13 augustus 2006 zijn debuut in de Süper Lig, in een match tegen Kayserispor.